# 洪遇
洪遇（1508年—1557年），字伯時，號華野，山東濟南府歷城縣人，民籍，明朝政治人物。

## 生平
嘉靖十九年（1540年）庚子科山東鄉試第二十名舉人。嘉靖二十三年（1544年）中式甲辰科會試第二百八十四名，登第三甲第二十八名進士。初授浙江秀水县知县，有惠政，以外艱去，邑人谣曰：“洪遇再来天有眼，某某不去地無皮”。服除，復補金坛县知县，擢升户部廣東司主事，督昌平粮饷，三十三年升户部陕西司署郎中，分治花馬池，吏部推補平凉府知府，未任，改西安府知府，在任八月，卒于官，年五十。

## 家族
曾祖洪曇；祖父洪秀，義官；父洪淮，義官，贈承德郎户部陕西司署郎中事主事。嫡母張氏；生母朱氏，俱贈安人。严侍下。兄洪进、洪远。異母弟洪邃。子洪一谟（1531年-1598年），字陳可，號友鶴，嘉靖四十年辛酉科舉人，万历二年授顺天府东安县知县，三年调良乡县，八年选授广东道御史，十二年升湖广按察司佥事。